# LBV 1806-20
LBV 1806-20 je hvězda nebo možná dvojhvězda v souhvězdí Střelce, vzdálená přibližně 30 000–49 000 světelných let od Slunce na opačné straně Mléčné dráhy.
Tato hvězda patří mezi Luminous Blue Variables (LBV), což je vzácný typ hyperobrů, extrémně hmotných a zářivých hvězd, které zažívají periodické změny jasnosti. LBV 1806-20 je jednou z nejzářivějších známých hvězd, s odhadovanou svítivostí 5–40 milionkrát větší než Slunce.

## Vlastnosti
- Spektrální typ: LBV (Luminous Blue Variable)
- Hmotnost: 130 M☉
- Svítivost: 5–40 milionkrát větší než Slunce
- Vzdálenost: 30 000–49 000 světelných let
- Typ hvězdy: Hyperobr

## Dynamika a vývoj
LBV 1806-20 je členem vzácné třídy Luminous Blue Variables, které procházejí nestabilní fází svého vývoje. Vzhledem k extrémní hmotnosti hvězdy je její životní cyklus velmi krátký (miliony let), protože rychle spotřebovává své palivo a silně ztrácí hmotu intenzivním hvězdným větrem.
Hvězdy tohoto typu se často vyvíjejí v supernovy nebo kolabují přímo na černé díry. LBV 1806-20 je považována za kandidáta na budoucí supernovu typu II nebo možného předchůdce gama záblesku.

## Srovnání s jinými hvězdami
LBV 1806-20 patří mezi nejjasnější hvězdy v Mléčné dráze a je více než 6krát jasnější než známé hvězdy, jako jsou:
- Eta Carinae – další známá Luminous Blue Variable, jejíž svítivost dosahuje 4–5 milionů Sluncí.
- Pistolová hvězda – hyperobr se svítivostí kolem 1,6 milionu Sluncí.

Díky své vzdálenosti a poloze za galaktickým diskem je pozorování LBV 1806-20 komplikováno mezihvězdným prachem, který pohlcuje značnou část jejího světla.

## Okolní prostředí
LBV 1806-20 je součástí hvězdokupy 1806-20, což je mladá a hustá otevřená hvězdokupa. Tato hvězdokupa obsahuje několik dalších extrémně hmotných hvězd, včetně rentgenových zdrojů a masivních Wolf-Rayetových hvězd. Hvězdokupa leží v oblasti, která je jednou z nejaktivnějších v naší Galaxii z hlediska tvorby hvězd.

## Význam pro astronomii
Díky svým vlastnostem je LBV 1806-20 ideálním objektem pro studium:
- vývoje masivních hvězd a jejich role ve formování galaxií,
- fáze Luminous Blue Variable jako předchůdců supernov,
- interakcí mezi hyperobry a okolním mezihvězdným prostředím.